# FA WSL 2021-22
La FA WSL 2021-22 (también conocida como Barclays FA Women's Super League por motivos de patrocinio) fue la undécima temporada de la FA Women's Super League, máxima división de fútbol femenino en Inglaterra. En ella participan 12 equipos y los tres primeros en la tabla, se clasifican para la Liga de Campeones Femenina de la UEFA.

## Equipos
| Equipo                 | Ubicación            | Estadio              | Capacidad | temporada 2020–21    |
| ---------------------- | -------------------- | -------------------- | --------- | -------------------- |
| Arsenal                | Borehamwood          | Meadow Park          | 4.502     | 3º                   |
| Aston Villa            | Walsall              | Bescot Stadium       | 11.000    | 10º                  |
| Birmingham City        | Birmingham           | St Andrew's Stadium  | 29.409    | 11º                  |
| Brighton & Hove Albion | Crawley              | Broadfield Stadium   | 6.134     | 6º                   |
| Chelsea                | Kingston upon Thames | Kingsmeadow          | 4.850     | 1º                   |
| Everton                | Liverpool            | Walton Hall Park     | 2.200     | 5º                   |
| Leicester City         | Quorn                | Farley Way Stadium   | 1.400     | Segunda División, 1º |
| Manchester City        | Mánchester           | Academy Stadium      | 7.000     | 2º                   |
| Manchester United      | Mánchester           | Leigh Sports Village | 12.000    | 4º                   |
| Reading                | Reading              | Madejski Stadium     | 24.161    | 7º                   |
| Tottenham Hotspur      | Canons Park          | The Hive Stadium     | 6.500     | 8º                   |
| West Ham United        | Dagenham             | Victoria Road        | 6.078     | 9º                   |

### Personal y equipación
Actualizado el 28 de junio de 2021
| Equipo                 | Entrenador/a    | Capitana           | Fabricante de la equipación | Patrocinador de la equipación |
| ---------------------- | --------------- | ------------------ | --------------------------- | ----------------------------- |
| Arsenal                | Jonas Eidevall  | Kim Little         | Adidas                      | Fly Emirates                  |
| Aston Villa            | Carla Ward      | Marisa Ewers       | Kappa                       | Cazoo                         |
| Birmingham City        | Vacante         | Christie Murray    | Nike                        | Biffa                         |
| Brighton & Hove Albion | Hope Powell     | Danielle Buet      | Nike                        | American Express              |
| Chelsea                | Emma Hayes      | Magdalena Eriksson | Nike                        | Three                         |
| Everton                | Willie Kirk     | Lucy Graham        | Hummel                      | MegaFon                       |
| Leicester City         | Jonathan Morgan | Holly Morgan       | Adidas                      | King Power                    |
| Manchester City        | Gareth Taylor   | Steph Houghton     | Puma                        | Etihad Airways                |
| Manchester United      | Vacante         | Katie Zelem        | Adidas                      | TeamViewer                    |
| Reading                | Kelly Chambers  | Natasha Harding    | Macron                      | YLD                           |
| Tottenham Hotspur      | Rehanne Skinner | Josie Green        | Nike                        | AIA                           |
| West Ham United        | Olli Harder     | Gilly Flaherty     | Umbro                       | Betway                        |

### Cambios de entrenador
Actualizado el 3 de febrero de 2022
| Equipo            | Antiguo/a entrenador/a   | Causa de salida          | Fecha de salida         | Posición en la clasificación | Nuevo/a entrenador/a                                 | Fecha de nombramiento   |
| ----------------- | ------------------------ | ------------------------ | ----------------------- | ---------------------------- | ---------------------------------------------------- | ----------------------- |
| Aston Villa       | Marcus Bignot (interino) | Fin del período interino | 10 de mayo de 2021      | Fin de temporada (10º)       | Carla Ward                                           | 20 de mayo de 2021      |
| Birmingham City   | Carla Ward               | Dimisión                 | 16 de mayo de 2021      | Fin de temporada (11º)       | Scott Booth                                          | 30 de junio de 2021     |
| Arsenal           | Joe Montemurro           | Dimisión                 | 31 de mayo de 2021      | Fin de temporada (3º)        | Jonas Eidevall                                       | 28 de junio de 2021     |
| Manchester United | Casey Stoney             | Dimisión                 | 31 de mayo de 2021      | Fin de temporada (4º)        | Marc Skinner                                         | 29 de julio de 2021     |
| Everton           | Willie Kirk              | Despedido                | 16 de octubre de 2021   | 8º                           | Jean-Luc Vasseur                                     | 29 de octubre de 2021   |
| Birmingham City   | Scott Booth              | Despedido                | 18 de noviembre de 2021 | 11º                          | Tony Elliott (interino)                              | 18 de noviembre de 2021 |
| Birmingham City   | Tony Elliott) (interino) | Fin del período interino | 21 de noviembre de 2021 | 11º                          | Darren Carter (interim)                              | 21 de noviembre de 2021 |
| Leicester City    | Jonathan Morgan          | Despedido                | 25 de noviembre de 2021 | 12º                          | Emile Heskey (interino)                              | 25 de noviembre de 2021 |
| Leicester City    | Emile Heskey (interino)  | Fin del período interino | 6 de diciembre de 2021  | 12º                          | Lydia Bedford                                        | 6 de diciembre de 2021  |
| Everton           | Jean-Luc Vasseur         | Despedido                | 2 de febrero de 2022    | 10º                          | Chris Roberts (interino) Claire Ditchburn (interina) | 2 de febrero de 2022    |

## Clasificación
| Pos. | Equipo                 | Pts. | PJ | G  | E | P  | GF | GC | Dif. | Clasificación                          |
| ---- | ---------------------- | ---- | -- | -- | - | -- | -- | -- | ---- | -------------------------------------- |
| 1    | Chelsea (C)            | 56   | 22 | 18 | 2 | 2  | 62 | 11 | +51  | Clasificados para la Liga de campeones |
| 2    | Arsenal                | 55   | 22 | 17 | 4 | 1  | 65 | 10 | +55  | Clasificados para la Liga de campeones |
| 3    | Manchester City        | 47   | 22 | 15 | 2 | 5  | 60 | 22 | +38  | Clasificados para la Liga de Campeones |
| 4    | Manchester United      | 42   | 22 | 12 | 6 | 4  | 45 | 22 | +23  |                                        |
| 5    | Tottenham Hotspur      | 32   | 22 | 9  | 5 | 8  | 24 | 23 | +1   |                                        |
| 6    | West Ham United        | 27   | 22 | 7  | 6 | 9  | 23 | 33 | −10  |                                        |
| 7    | Brighton & Hove Albion | 26   | 22 | 8  | 2 | 12 | 24 | 38 | −14  |                                        |
| 8    | Reading                | 25   | 22 | 7  | 4 | 11 | 21 | 40 | −19  |                                        |
| 9    | Aston Villa            | 21   | 22 | 6  | 3 | 13 | 13 | 40 | −27  |                                        |
| 10   | Everton                | 20   | 22 | 5  | 5 | 12 | 18 | 41 | −23  |                                        |
| 11   | Leicester City         | 13   | 22 | 4  | 1 | 17 | 14 | 53 | −39  |                                        |
| 12   | Birmingham City (D)    | 11   | 22 | 3  | 2 | 17 | 15 | 51 | −36  | Descenso a la Championship             |

 Fuente: FA WSL
Criterios de clasificación: 1) Puntos; 2) Diferencia de goles; 3) Número de goles marcados.

## Resultados
| Local \ Visitante      | ARS | ASV | BIR | BHA | CHE | EVE | LEI | MCI | MNU | REA | TOT | WHU |
| ---------------------- | --- | --- | --- | --- | --- | --- | --- | --- | --- | --- | --- | --- |
| Arsenal                | —   | 7–0 | 4–2 | 2–1 | 3–2 | 3–0 | 4–0 | 5–0 | 1–1 | 4–0 | 3–0 | 4–0 |
| Aston Villa            | 0–4 | —   | 0–1 | 0–1 | 0–1 | 0–1 | 2–1 | 0–3 | 0–0 | 1–1 | 1–2 | 1–2 |
| Birmingham City        | 2–0 | 0–1 | —   | 0–5 | 0–1 | 0–0 | 1–2 | 2–3 | 0–2 | 0–3 | 0–2 | 0–1 |
| Brighton & Hove Albion | 0–3 | 0–1 | 1–3 | —   | 0–0 | 1–1 | 1–0 | 0–6 | 0–2 | 4–1 | 2–1 | 2–0 |
| Chelsea                | 0–0 | 1–0 | 5–0 | 3–1 | —   | 4–0 | 2–0 | 1–0 | 4–2 | 5–0 | 2–1 | 2–0 |
| Everton                | 0–3 | 0–2 | 3–1 | 0–1 | 0–3 | —   | 3–2 | 0–4 | 1–1 | 1–2 | 2–2 | 1–1 |
| Leicester City         | 0–5 | 1–2 | 2–0 | 1–0 | 0–9 | 0–1 | —   | 1–4 | 1–3 | 0–0 | 0–2 | 3–0 |
| Manchester City        | 1–1 | 5–0 | 6–0 | 7–2 | 0–4 | 4–0 | 4–0 | —   | 1–0 | 2–0 | 1–2 | 0–2 |
| Manchester United      | 0–2 | 5–0 | 5–0 | 1–0 | 1–6 | 3–1 | 4–0 | 2–2 | —   | 2–0 | 3–0 | 3–0 |
| Reading                | 0–4 | 3–0 | 3–2 | 2–0 | 1–0 | 0–3 | 1–0 | 0–4 | 1–3 | —   | 0–0 | 1–2 |
| Tottenham Hotspur      | 1–1 | 0–1 | 1–0 | 4–0 | 1–3 | 1–0 | 1–0 | 0–1 | 1–1 | 1–0 | —   | 1–1 |
| West Ham United        | 0–2 | 1–1 | 1–1 | 0–2 | 1–4 | 3–0 | 4–0 | 0–2 | 1–1 | 2–2 | 1–0 | —   |

### Evolución en la clasificación
| Equipo ╲ Jornada       | 1       | 2  | 3  | 4  | 5  | 6  | 7  | 8  | 9  | 10 | 11 | 12 | 13 | 14 | 15 | 16 | 17 | 18 | 19 | 20 | 21 | 22 |   |
| ---------------------- | ------- | -- | -- | -- | -- | -- | -- | -- | -- | -- | -- | -- | -- | -- | -- | -- | -- | -- | -- | -- | -- | -- | - |
| Equipo ╲ Jornada       | Chelsea | 7  | 6  | 4  | 3  | 2  | 2  | 2  | 2  | 2  | 2  | 2  | 2  | 2  | 2  | 2  | 2  | 2  | 1  | 1  | 1  | 1  | 1 |
| Arsenal                | 4       | 2  | 1  | 1  | 1  | 1  | 1  | 1  | 1  | 1  | 1  | 1  | 1  | 1  | 1  | 1  | 1  | 2  | 2  | 2  | 2  | 2  |   |
| Manchester City        | 1       | 7  | 8  | 9  | 9  | 7  | 9  | 7  | 6  | 6  | 5  | 5  | 5  | 6  | 5  | 5  | 4  | 4  | 4  | 4  | 3  | 3  |   |
| Manchester United      | 3       | 3  | 6  | 4  | 4  | 5  | 5  | 6  | 5  | 4  | 4  | 3  | 3  | 3  | 4  | 3  | 3  | 3  | 3  | 3  | 4  | 4  |   |
| Tottenham Hotspur      | 6       | 4  | 2  | 2  | 3  | 3  | 4  | 4  | 3  | 3  | 3  | 4  | 4  | 4  | 3  | 4  | 5  | 5  | 5  | 5  | 5  | 5  |   |
| West Ham United        | 10      | 8  | 7  | 5  | 6  | 6  | 7  | 5  | 7  | 7  | 8  | 8  | 7  | 7  | 7  | 8  | 6  | 7  | 7  | 6  | 6  | 6  |   |
| Brighton & Hove Albion | 2       | 1  | 5  | 7  | 5  | 4  | 3  | 3  | 4  | 5  | 7  | 7  | 8  | 8  | 8  | 7  | 8  | 6  | 6  | 7  | 7  | 7  |   |
| Reading                | 11      | 11 | 11 | 12 | 10 | 9  | 8  | 8  | 8  | 8  | 6  | 6  | 6  | 5  | 6  | 6  | 7  | 8  | 8  | 8  | 8  | 8  |   |
| Aston Villa            | 5       | 5  | 3  | 6  | 7  | 8  | 6  | 10 | 10 | 10 | 10 | 10 | 9  | 9  | 9  | 9  | 10 | 10 | 9  | 9  | 9  | 9  |   |
| Everton                | 12      | 12 | 9  | 8  | 8  | 10 | 10 | 9  | 9  | 9  | 9  | 9  | 10 | 10 | 10 | 10 | 9  | 9  | 10 | 10 | 10 | 10 |   |
| Leicester City         | 8       | 9  | 10 | 10 | 12 | 12 | 12 | 12 | 12 | 11 | 12 | 11 | 11 | 11 | 11 | 11 | 11 | 11 | 11 | 11 | 11 | 11 |   |
| Birmingham City        | 9       | 10 | 12 | 11 | 11 | 11 | 11 | 11 | 11 | 12 | 11 | 12 | 12 | 12 | 12 | 12 | 12 | 12 | 12 | 12 | 12 | 12 |   |

## Estadísticas
Actualizado a los partidos jugados el 8 de mayo de 2022

### Máximas goleadoras
| Puesto | Jugadora         | Club              | Goles |
| ------ | ---------------- | ----------------- | ----- |
| 1      | Sam Kerr         | Chelsea           | 20    |
| 2      | Vivianne Miedema | Arsenal           | 14    |
| 3      | Beth Mead        | Arsenal           | 11    |
| 4      | Lauren Hemp      | Manchester City   | 10    |
| 5      | Alessia Russo    | Manchester United | 9     |
| 5      | Khadija Shaw     | Manchester City   | 9     |
| 7      | Bethany England  | Chelsea           | 8     |
| 7      | Leah Galton      | Manchester United | 8     |
| 7      | Georgia Stanway  | Manchester City   | 8     |
| 10     | Ella Toone       | Manchester United | 7     |
| 10     | Guro Reiten      | Chelsea           | 7     |

### Máximas asistencias
| Puesto | Jugadora         | Club              | Asistencias |
| ------ | ---------------- | ----------------- | ----------- |
| 1      | Beth Mead        | Arsenal           | 8           |
| 1      | Vivianne Miedema | Arsenal           | 8           |
| 1      | Ella Toone       | Manchester United | 8           |
| 4      | Lauren Hemp      | Manchester City   | 6           |
| 4      | Fran Kirby       | Chelsea           | 6           |
| 4      | Katie McCabe     | Arsenal           | 6           |
| 7      | Hannah Blundell  | Manchester United | 5           |
| 7      | Ji So-yun        | Chelsea           | 5           |
| 7      | Guro Reiten      | Chelsea           | 5           |
| 7      | Caroline Weir    | Manchester City   | 5           |
| 7      | Katie Zelem      | Manchester United | 5           |

### Más vallas invictas
| Puesto | Jugadora           | Club                   | Vallas invictas |
| ------ | ------------------ | ---------------------- | --------------- |
| 1      | Manuela Zinsberger | Arsenal                | 13              |
| 2      | Mary Earps         | Manchester United      | 10              |
| 3      | Ann-Katrin Berger  | Chelsea                | 9               |
| 4      | Ellie Roebuck      | Manchester City        | 8               |
| 5      | Grace Moloney      | Reading                | 7               |
| 5      | Zećira Mušović     | Chelsea                | 7               |
| 7      | Megan Walsh        | Brighton & Hove Albion | 6               |
| 8      | Rebecca Spencer    | Tottenham Hotspur      | 5               |
| 9      | Hannah Hampton     | Aston Villa            | 4               |
| 9      | Demi Lambourne     | Leicester City         | 4               |
| 9      | Sandy MacIver      | Everton                | 4               |

## Premios

### Premios mensuales
| Mes        | Entrenador/a del Mes | Entrenador/a del Mes | Jugadora del Mes | Jugadora del Mes  | Gol del Mes                            | Gol del Mes       | Ref.                 |
| Mes        | Entrenador/a         | Club                 | Jugadora         | Club              | Jugadora                               | Club              | Ref.                 |
| ---------- | -------------------- | -------------------- | ---------------- | ----------------- | -------------------------------------- | ----------------- | -------------------- |
| Septiembre | Jonas Eidevall       | Arsenal              | Beth Mead        | Arsenal           | Pernille Harder (vs Manchester United) | Chelsea           | [ 18 ] [ 19 ]        |
| Octubre    | Jonas Eidevall       | Arsenal              | Katie McCabe     | Arsenal           | Katie McCabe (vs Aston Villa)          | Arsenal           | [ 20 ] [ 21 ]        |
| Noviembre  | Kelly Chambers       | Reading              | Jessie Fleming   | Chelsea           | Alessia Russo (vs Tottenham Hotspur)   | Manchester United | [ 22 ]               |
| Diciembre  | Marc Skinner         | Manchester United    | Ella Toone       | Manchester United | Georgia Stanway (vs Manchester City)   | Manchester City   | [ 23 ] [ 24 ]        |
| Enero      | Marc Skinner         | Manchester United    | Leah Galton      | Manchester United | Natasha Dowie (vs Leicester City)      | Reading           | [ 25 ] [ 26 ]        |
| Febrero    | Lydia Bedford        | Leicester City       | Ashleigh Neville | Tottenham Hotspur | Caroline Weir (vs Manchester United)   | Manchester City   | [ 27 ]               |
| Marzo      | Emma Hayes           | Chelsea              | Alessia Russo    | Manchester United | Katie Zelem (vs Leicester City)        | Manchester United | [ 28 ] [ 29 ] [ 30 ] |
| Abril      | Darren Carter        | Birmingham City      | Sam Kerr         | Chelsea           | Yui Hasegawa (vs Reading)              | West Ham United   | [ 31 ] [ 32 ]        |